# Indígenas de Roraima
Roraima é um dos estados com mais áreas demarcadas como indígenas do Brasil, cobrindo 46,37% do território total — 104.018,00 km² — (terras essas que, somadas às terras da União, do Exército e de Preservação Ambiental, faz com que as áreas efetivamente do estado sejam de reles 9,99% — o que explica o porquê de várias personalidades e políticos terem se manifestado contrárias ao extremo com certas demarcações e/ou da forma com que foram demarcadas).
Abaixo temos trechos de uma carta enviada pelos índios Yanomami ao senador Severo Gomes, em 24 de janeiro de 1986, de Boa Vista. O senador estava com o projeto de criação do Parque Yanomami.
"Exmo. Sr. Senador Severo Gomes
Tomamos conhecimento do seu projeto para a criação do Parque Yanomami. Sentimos que o seu projeto é muito bom e importante para nós Yanomami. Assim poderemos viver tranqüilamente (...) sem precisar fazer guerra contra os brancos garimpeiros e fazendeiros.
(...) Sabemos que o governador de Roraima falou mal de seu projeto dizendo que o senhor não conhece a nossa terra. Talvez o senhor não conheça, agora nós conhecemos muito bem. (...) Por isso podemos dizer que seu projeto é muito bom. (...) Nós, índios Yanomami, pedimos ao senhor ajuda para retirar os garimpeiros das áreas invadidas que são o Rio Ericó, Rio Novo, Rio Apiaú em Roraima. Sabemos que a área perto do Pico da Neblina, no Amazonas, também está sendo invadida. A criação do Parque Yanomami é urgente. (...).
Se for necessário podemos ir a Brasília para ajudar. Agradecemos muito seu apoio.
Davi Xiriana Yanomami

Ivanildo Wanaweythey"
- Nota: o realce em amarelo e as marcações em negrito não são originais da carta, foram adicionadas de modo a melhorar a abordagem do assunto.

Como pode-se observar nos trechos destacados, a região que transformou-se posteriormente em Parque indígena (o projeto foi aprovado), era disputada pelos garimpeiros e fazendeiros com os indígenas. Com a demarcação da área houve uma queda na produção de grãos o que abalou a frágil economia estadual.